# Poliesportiu Na Caragol
El Poliesportiu Municipal de Na Caragol és un complex esportiu de prop de 9.000 m² situat al terme municipal d'Artà. Està situat al barri que li dona el nom.

## Història
Inaugurat el 7 de març del 1992 amb l'assistència d'autoritats autonòmiques, provincials i municipals. El batlle d'aleshores era Miquel Pastor Tous (UIA) i l'arquitecte municipal Mateu Carrió Muntaner va ser l'encarregat de fer el projecte.
Està situat al barri de Na caragol d'Artà. L'ajuntament comprà els terrenys (uns 27.000 metres quadrats) als seus propietaris el 1973 i s'engrandí amb la compra de 4.200 metres quadrats més entre el 74 i 75. Algunes compres, però, no es formalitzaren fins a finals del 1979. De tots aquests metres, 3.500 m² corresponen a un solar, on actualment hi ha construïts pisos de l'IBAVI, més una petita zona sense construir. Finalment, a finals del 91 es completarien els terrenys amb una porció més d'uns 8.500 metres quadrats obtinguts per l'Ajuntament a través de conveni urbanístic, on actualment es troba la urbanització (el barri) de Sos Monjos.

En total uns 43.000 m², poc més de sis quarterades. La història mostra que hi havia en fase construir-hi la residència per a persones majors, arribant a posar-se la primera pedra, però que després amb l'esplèndida oportunitat de la Posada dels Olors va acabar d'enterrar el projecte.

La primera construcció esportiva fou la instal·lació de la pista poliesportiva, inaugurada el 22 de febrer del 1975. A l'estiu d'aquell mateix any (per Sant Salvador s'hi jugà un torneig) l'altruista donació del senyor Cristòfol Ferrer Pons va suposar la construcció de la pista de tennis al costat de la primera instal·lació i que avui continua amb servei. A això se li afegí la construcció de vestidors i magatzems en el flanc nord, amb el tancament del recinte, renovació i ampliació de la superfície de joc, construcció de graderia i il·luminació. També es va acollir al Pla d'Obres Esportives.

Més endavant, es construí el col·legi municipal de BUP, que actualment és l'institut Llorenç Garcías i Font. Fou adjudicat a l'empresa Ferrer Pons Hermanos, S.A. per 16.990.000 pts al gener del 1977 i començades les obres pel març d'aquell any i inaugurat a l'abril del 1978.

A mitjans de novembre del 1985 s'iniciaren les classes d'EGB al Col·legi Públic de Na Caragol.
El pavelló central cobert va tenir un cost aproximat d'uns cent milions de pessetes. D'aquests, dos terços (uns 66 milions), foren subvencionats.
La resta d'instal·lacions exteriors (piscines, pista poliesportiva, petanca, circuit de footing i aparcaments) van costar prop de quaranta milions de pts. La subvenció aquí arribava a poc més de la meitat del cost. Mentre que el bar, que no entrava dins cap subvenció, va costar a l'Ajuntament la xifra de deu milions de les antigues pessetes. Amb el que fa un total d'uns 150 milions de pessetes. Així, d'aquests 150, l'Ajuntament artanenc n'hagué d'aportar uns 62 milions. Una mica més de dues cinquenes parts.

## Instal·lacions

### Entrades a la zona
L'accés principal és al revolt del camí de Can Canals a través del qual es pot accedir en cotxe a la zona d'aparcaments des d'on es poden prendre les diferents direccions per accedir a les distintes instal·lacions.
L'entrada secundària és al carrer Pere Amorós, al costat del col·legi d'EGB. També dona accés a una zona d'aparcament. Per accedir a les instal·lacions entrant per aquesta porta, cal dirigir-se a l'aparcament principal.

### Les piscines
Foren construïdes a principis de l'any 1991 i inaugurades per les festes de Sant Salvador. Durant la resta de l'estiu foren molt utilitzades pels artanencs, especialment pels més joves. Són dues. Una d'infantil i una semiolímpica, homologada per la Federació de Natació com a apta per tota classe de competicions. Estan protegides per una estructura envidrada per cobrir-la i poder-la utilitzar a l'hivern.

### Les pistes de tennis
La pista principal, que va ser inaugurada l'estiu de 1975, va ser una donació del senyor Cristòfol Ferrer Pons. Té il·luminació pròpia connectada al quadre centralitzador. Repintat el pis i reparades les xarxes metàl·liques de tancament. També hi ha unes graderies de tres escalons que salven el desnivell amb la plataforma de les piscines.

### La terrassa
Pensada inicialment per donar accés a les vidrieres del lateral de ponent del pavelló cobert, després se'n va veure la gran utilitat que podria tenir unida al bar, que també es va afegir al projecte inicial, i com a mirador sobre les piscines i la pista de tennis i, amb les vidrieres obertes, també sobre l'interior del pavelló. Està ubicada sobre els vestidors nous i part dels vells i té una superfície aproximada d'uns 330 m².

### El bar-cafeteria
No figurava al projecte inicial perquè el conveni amb el MEC i el Govern Balear no considerava la possibilitat d'instal·lacions d'aquest tipus. Una vegada en marxa l'obra, l'Ajuntament va acordar construir-lo també perquè es considerava que era un servei imprescindible i que, a més, hauria de ser decisiu per al manteniment de les instal·lacions. Ubicat sobre els vestidors antics, conté una sala gran per al públic d'uns 100 m², una cuina, un magatzem, els serveis sanitaris corresponents i una sala per a reunions des de la qual s'accedeix a un corredor exterior elevat des d'on es poden obrir i tancar fàcilment les vidrieres del lateral de llevant del pavelló. Sobre la cuina s'hi ha situat el tanc de gas propà. Des del bar, a través d'unes vidrieres al llarg de tot el frontal, es pot contemplar l'interior del pavelló. Des del bar s'accedeix per una rampa a la part alta de les graderies. Aquesta serà la via d'accés normal al pavelló. Quan hi hagi competició o actes extraordinaris, s'hi accedirà per l'accés anterior, situat a pis de terra.

### Els vestidors antics
Construïts l'any 1984, continuaran tenint l'accés principal a l'interior del pavelló cobert. Han estat remodelats per adaptar-los al nou conjunt. Així, uns petits vestidors amb serveis sanitaris s'han obert amb accés directe cap a la zona de les piscines. Unes dependències acullen les instal·lacions de servei (caldera, bombes d'aigua, grup electrogen, centralització elèctrica, etc.). Es mantenen dos mòduls de vestidors i una sala de massatges.

### El pavelló central cobert
Sens dubte és l'estrella del conjunt. La primera pista va ser inaugurada al 22 de febrer de 1975. Posteriorment es construïren els antics vestidors i la primera graderia i es renovà el pis. El pavelló actual té una superfície totalment coberta de 1.580 m², dels quals 1.215 corresponen a superfície de joc. Ha estat construïda a l'empara del programa conjunt entre el Ministeri d'Educació i Ciència (MEC), el Govern Balear i l'Ajuntament d'Artà.
Les dimensions de la superfície de joc (27 x 45) en permeten la utilització transversal en tres zones distintes, cada una de les quals és una pista apta per a basquet o per a voleibol, separada de les altres per una cortina suspesa dels cavallets que sostenen la coberta. Al lateral de llevant hi ha instal·lades, en tota la seva extensió, espatlleres per a exercicis gimnàstics.
Cada un d'aquests tres mòduls té el mateix equipament de porteries de basquet retràctils (manuals les del lateral de llevant; a motor les del lateral de les graderies) i de pals i xarxa de vòlei, aparells de gimnàstica (plint, cavall, poltre, carril de trepa, matalassets, catapulta, etc.). Això els permet de convertir-se en tres aules, d'ús simultani, per a les pràctiques de l'assignatura d'Educació Física. El conveni preveu com a prioritari l'ús de les instal·lacions per part de les escoles del municipi.
En el sentit longitudinal la superfície és la d'una pista poliesportiva que permet la pràctica dels esports següents: futbol-sala, handbol, basquet, tennis i voleibol. També en aquest sentit longitudinal és utilitzable com a sala de gimnàstica de competició, ja que es disposen dels aparells i ancoratges corresponents per a les següents disciplines: barra d'equilibris, barres paral·leles, barres asimètriques, anelles i salt d'altura. Les porteries de bàsquet d'aquesta pista central van suspeses dels cavallets de l'estructura de cobriment, són retràctils i van accionades a motor.
El trespol és sintètic, d'un material anomenat Taraflex importat de França i totalment homologat. Els ancoratges dels distints aparells estan embotits en el trespol i, fora d'ús, van totalment protegits i dissimulats. Els ratxats dels distints esports estan pintats en colors diferents. Els vitralls dels dos frontals (el del nord inclou les vidrieres del bar) estan protegits per una xarxa de niló que impedeix els impactes i els rebots de pilotes i balons.
Per tots els costats hi ha gran vidrieres que permeten l'entrada de claror natural. Les dels laterals són vidrieres que es poden obrir i tancar fàcilment, amb la qual cosa s'assegura una ventilació ràpida i eficaç.
Al lateral de llevant hi ha instal·lat el marcador electrònic, apte per a tots els esports que s'hi poden jugar, i que és manejat des de la zona d'àrbitres, al centre de la pista, al peu de la graderia. També hi ha marcadors electrònics de trenta segons per a basquet situats arran de pista als racons.
Hi ha un difusor central de megafonia suspès d'un dels cavallets que sostenen la coberta. Aquests cavallets són nou i estan entramats entre si. Sostenen una coberta de «sandwich» format per una doble planxa metàl·lica que enclou una manta de fibra de vidre d'uns 7 cm de gruixa, que és un bon aïllant tèrmic.
La il·luminació és a base de focus que permeten distintes combinacions. Poden il·luminar-se individualment les tres zones tranversals. Pot il·luminar-se tota la pista central de competició però només amb llum per a entrenament. Finalment, tota la pista central amb llum per a la competició.
La graderia està formada per un corredor inferior que la separa de la pista, quatre graons amb seients, i un altre graó amb corredor superior que, a l'extrem nord, comunica amb l'interior del bar. Els seients dels quatre graons tenen cabuda per a 232 persones assegudes. Les que poden seure al quart graó, sense butaca, són uns 70, amb la qual cosa fa un total de 300 persones assegudes.
Finalment, a l'angle sud-est, on abans hi havia l'entrada a la pista anterior, hi ha una porta d'emergència totalment homologada.

### Els vestidors
Sense sortir del pavelló cobert, hi ha un corredor davall la graderia que dona accés a la zona de vestidors. Hi ha dos mòduls i dos magatzems per guardar el material i aparells esportius i gimnàstics. Cada un dels dos mòduls de vestidors disposa de: una sala col·lectiva de vestidor, una sala de dutxes comunitàries, una altra de lavabos i sanitaris, i un WC per a minusvàlids. També té dos armaris independents per guardar-hi equipament. També un vestidor per a àrbitres o professors, amb lavabo, dutxa, WC i vestidor. Aquests dos mòduls, amb els dos dels vestidors antics, fan els quatre que requeria el projecte.

### La pista poliesportiva exterior
Situada al costat exterior del pavelló cobert, té unes dimensions de 20 x 40, que la fan reglamentària i apta per a totes les disciplines que permet la central coberta. El pis és d'aglomerat asfàltic. Té sis torres per a la il·luminació específica. Està pensada com a pista d'ús general i per a jocs d'al·lots i per a aquest ús s'ha mantingut l'accés secundari a través del carrer Pere Amorós.

### Les pistes de petanca
Són dues, de terra pitjada, i situades al racó que formen la pista central coberta i l'exterior poliesportiva. Disposen també d'il·luminació específica.

### Circuit de «footing»
El perímetre del recinte s'ha aprofitat per construir-hi una pista, d'uns 400 m de longitud per uns 4 m d'ample, de terra pitjada apta per a «footing». Està vorejada per una seixantena d'arbres que, donen ombra a la pista. També té il·luminació específica. El circuit no és totalment pla, ja que la zona sud és més baixa que la nord. Està delimitat a l'interior pels elements de construcció de les distintes unitats. Hi haurà tres punts en què caldrà estar atents: les dues entrades al recinte i a un dels cornalons de la pista poliesportiva exterior.